# 枕飾り
枕飾り（まくらかざり）とは、亡くなった者について通夜や葬儀までの間、自宅や葬儀社の安置所などに安置する際に作られる簡易的な祭壇。地域の慣習や宗派によって置かれるものは異なる。

## 仏式
白木の台などに白布をかけて三具足（香炉・燭台・花立て）を供える。花立てにはシキミなどを立てる。このほか、水、鈴（りん）、枕飯（一膳飯）、枕団子などを供える。枕飯は山盛りにご飯を盛った茶碗に2本の箸を垂直に挿したもの、枕団子は三宝または皿に半紙など白い紙を敷き、その上にもった小さな白い団子である。
なお、枕飯（一膳飯）や枕団子は浄土真宗では用いられない。

## 神式
案と呼ばれる机に、御霊代・洗米・塩・水・お神酒をのせた三方を置き、燭台（灯明）や榊を生けた花立てなどを供える。

## キリスト教式
キリスト教においては特に枕飾りに関する決まりはない。一般的には小机に白い布をかけ、聖書や白い花、燭台（ろうそく）や十字架、パンや水などを供える。